# Lašče, Žužemberk
Lašče so naselje v Občini Žužemberk.